# ست الحسن
نبات ست الحسن أو أطرب أو أتروبا بيلادونا، أتروبا بيلا-دونا، بيلادونا أو الباذنجان المميت  هي نبتة عشبية معمرة من العائلة الباذنجانية، يرجع أصلها إلى أوروبا، شمال أفريقيا، آسيا الغربية، وبعض المناطق في كندا والولايات المتحدة الأمريكية. يصل ارتفاع هذه الشجيرة إلى متر ونصف المتر ذات أوراق كبيرة بيضاوية الشكل، وأزهارها قمعية على شكل جرس بلون مخضر إلى بنفسجي، ثمارها على هيئة عنبات ذات لون أسود والنبات دائم الخضرة، يعرف النبات باسم البلادونا Belladonna يعرف علمياً باسم Atropa Belladonna من فصيلة الباذنجانية. وجذور النبات على شكل الكلية بنية اللون الجزء المستخدم من نبات ست الحسن: الأوراق والساق والجذور. وهي تحتوي على العديد من العناصر الفعالة صيدلانيا«وأهمها هو الأتروبين Atropin الذي يمتلك خواص عديدة أهمها هو توسيع الحدقة في العين والهيوسيامين hyoscyamine الذي يملك خواص مضادة للتشنج بالنسبة للعضلات الملساء وقد تم تخليق المادتين بشكل صنعي ويتم استخدامهما حاليا» في الصناعة الدوائية.
لدى هذه النبتة تاريخ طويل كدواء، كمادة تجميلية وكسم. قبل العصور الوسطى، كانت تستخدم الاتروبين كوسيلة تخدير في العمليات: استخدمها الرومان القدماء كسم (زوجة الإمبراطور اوغسسطس وزوجة كلوديوس كلاهما كان يشاع أنهما استخدمتاها للقتل): وسبق ذلك استخدامها لصنع رؤوس السهام المسمومة. النوع وهو أتروبا جاء من كلمة اتروبوس، الذي يعتبر واحد من ثلاثة اقدار في علم الاساطير، والاسم «بيلا-دونا» مشتق من اللغة الإيطالية ويعني «المرأة الجميلة» لان العشبة كانت تستخدم كقطرة للعين من النساء لتوسيع حدقة العين كي تبدو أكثر جاذبية.

## أصل التسمية
جاء اسم الجنس Atropa من الإلهة الإغريقية أتروبوس إلهة القدر والمصير في الميثولوجيا الإغريقية. أما كلمة bella dona فقد جاءت من الإيطالية وتعني «المرأة الجميلة» وذلك لأن هذه العشبة كانت تستعمل في قطرات العين لدى النساء لتوسيع بؤبؤ العين، لجعلهن يبدين أكثر جاذبية. الاسم أتروبا بيلادونا نشره لينياس في كتاب «أصناف النبات» في عام 1753. في عائلة «ظل الليل» (الباذنجانيات). والتي تتشارك مع البطاطا، البندورة، الباذنجان،التبغ، الفلفل الأحمر، الحضض (عوسج)و عشبة جيمسون (الداتورا الصفراوية). الأسماء الشائعة لهذه الاصناف هي بيلادونا، الباذنجان القاتل، ديفال، أوراق البلادونا (dwale)، توت الشيطان، كرز الرجل المشاغب، كرز الموت، الموت الجميل، عشبة الشيطان، موريل الكبير (و هو نوع من أنواع الفطر)، كرز دواي.
ويعتقد أن اسم أتروبا مشتق من الإلهة اليونانية أتروبس، واحدة من ثلاث من المصائر اليونانية ثلاثة التي تحدد مسار حياة الإنسان عن طريق نسج الخيوط التي ترمز إلى ولادته، والأحداث في حياته، وأخيرا وفاته، حيث تستخدم النبتة لقطع هذه الخيوط عند وفاته.«البلادونا» تأتي من اللغة الإيطالية، وتعني «سيدة جميلة»؛ والتي نشأت إما من استخداماته كمستحضرات تجميل للوجه، أو ربما من جراء استخدامه لزيادة حجم حدقة العين في النساء.

## الموطن الأصلي للنبات
الموطن الأصلي أوروبا وغربي أسيا في سوريا وشمال أفريقيا. يكثر نموها في الأراضي الجيرية في مصر ومناطق عديده في أسيا.تُجنى الأوراق في الصيف، أما الجذور من السنة الأولى فما فوق في فصل الخريف.

## الوصف

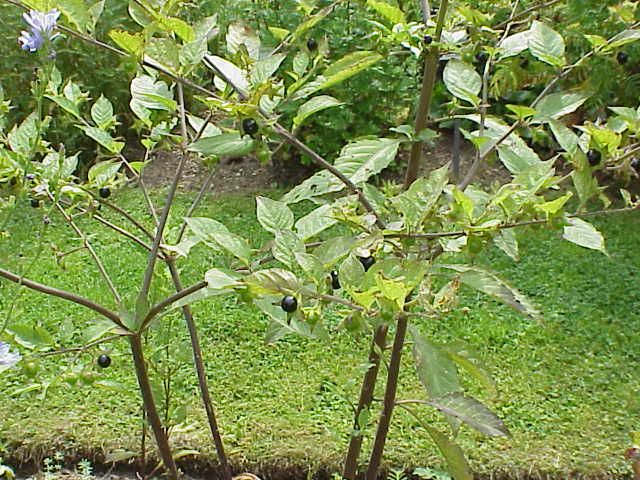
أتروبا بيلادونا

أتروبا بيلادونا نبتة عشبية متفرعة ومعمرة، غالبا تنمو كشحيرة بجذور سميكة. هذه النباتات تنمو بطول 1.5 متر (4,9 قدم) وأوراقها بيضوية الشكل ويبلغ طولها 18 سم (7,1 انش). شكل زهورها كالجرس ولونها بنفسجي بمسحة خضراء ورائحة ضعيفة. فاكهة النبتة هي التوت، ذات لون أخضر، وعندما تنضج يتحول لونها إلى الأسود اللامع ويبلغ قطرها تقريبا 1 سم (0.39 انش). التوت حلو المذاق ويتغذى عليه الحيوانات اللتي تساعد في نشر البذور عن طريق التبرز، على الرغم أن البذور تحتوي على قلويدات سامة. هنالك نوع يحتوي على الأزهار صفراء شاحبة لللون التي تسمى أتروبا بيلادونا فار-لوتيا مع فاكهة صفراء شاحبة أيضا.
أتروبا بيلادونا نادرا ما تسنخدم في الحدائق، ولكن عندما تنمو تستخدم غالبا لكونها مستقيمة وضخمة وتوتها المبهرج. وهي تزرع في عدة مناطق في أمريكا الشمالية، حيث أنها غالبا توجد في المناطق المظللة والرطبة في التربة الغنية بالحجر الكلسي. هذه النبتة تعتبر نوع من أنواع الاعشاب في بعض مناطق العالم حيث أنها تستوطن المناطق ذات التربة المضطربة. انبات البذور الصغيرة عادة ما يكون صعبا بسبب صلابة اغلفة البذور التي تسبب خمود البذور.الإنبات عادة ما ياخذ عدة اسابيع تحت درجات حرارة متغيرة، ولكن يمكن تسريع العملية من خلال استخدام حمض الجبريليك. الشتلات تحتاج تربة معقمة حتى تمنع الاضطرابات الجذرية خلال عملية الزرع. هذه النبتة تدل على وجود الماء بالقرب منها.

## السُمّية
نبات ست الحسن هو أحد أكثر النباتات سمية في الشرق.، تحتوى جميع أجزاء النبات على القلويدات. وتشكل الثمار خطرا على الأطفال لأنها جذابة طعمها حلو نوعا ما.
إن أكل ثمرتين إلى 5 ثمرات من ست الحسن من قبل رجل بالغ قد يسبب الموت، وعموما فان جذر النبات هو الأكثر سمية على الإطلاق رغم أن هذا قد يختلف من عينة لأخرى، وابتلاع ورقة واحدة من النبات يسبب موت شخص بالغ.
البلادونا هي واحدة من أكثر النباتات السامة الموجودة في نصف الكرة الشرقي. جميع أجزاء هذه النبتة تحتوي على قلويدات التروبان. حيث يشكل التوت أكبر خطر على الأطفال لأنه يبدو جذاب وله طعم حلو نوعا ما. ان استهلاك 2-5 من التوت من قبل الكبار قاتل. ان جذر هذا النبات بصفة عامة هو الجزء الأكثر سمية،  وإن كان هذا يختلف من نوع إلى آخر. ان ابتلاع ورقة واحدة من النبات يمكن أن تكون قاتلة لشخص بالغ.
المواد الفعالة في البلادونا، الأتروبين، هيوسين (سكوبولامين)، والهيوسيامين، لها خصائص مضادات الكولين.

أعراض التسمم في البلادونا تشمل اتساع حدقة العين، الحساسية ضد الضوء، عدم وضوح الرؤية، عدم انتظام دقات القلب، فقدان التوازن، الترنح، الصداع، الطفح الجلدي، الاحمرار، جفاف الفم والحلق الشديد، فقدان القدرة على الكلام بسهولة، احتباس البول، الإمساك، الارتباك، الهلوسة، ولهذيان، والتشنجات. وفي عام 2009، تناولت امرأة راشدة توت البلادونا عن طريق الخطأ بدلا من التوت العادي. وقد تم توثيق تناولها لستة حبات من التوت أنها تؤدي إلى متلازمة مضادات الكولين الشديدة. حيث أن سبب الأعراض القاتلة سببه الأتروبين الذي حد من قدرة الجهاز العصبي المسؤول عن الراحة وهضم الطعام من تنظيم الاوامر اللارادية، مثل التعرق، التنفس، وتنظيم معدل ضربات القلب. الترياق للتسمم في البلادونا هو الفيزوستيغمين أو البيلوكاربين، وهو نفس الترياق للتسمم بالأتروبين.
البلادونا أيضا سامة للكثير من الحيوانات المحلية حيث تسبب الخدر والشلل. ومع ذلك، فان الماشية والأرانب تأكل من هذا النبات على ما يبدو دون أن تعاني آثار ضارة. اما في البشر، فان ذلك سوف يتسبب في اختلال القدرات الإدراكية، مثل الذاكرة والتعلم.

## الاستخدامات

### الاستخدامات التجميلية
منشأ اسم (بيلادونا) من استخدامه التاريخي من قبل النساء حيث بالإيطالية بيلادونا تعنى السيدة الجميلة. قطرات محضرة من نبتة ست الحسن كانت تستخدم لتوسعة حدقة أعين النسا مما يزيد من جاذبيتها. هذه القطرات تعمل كمضاد مسكاريني، تغلق المستقبلات في عضلة العين التي تسبب تضيق في الحدقة. حاليا نبتة ست الحسن نادرا ما تستخدم تجميليا لما تسببه من أعراض جانبية مثل اضطرابات قليلة في الرؤية، أو عدم القدرة على التركيز على الأجسام القريبة وزيادة ضربات القلب. استخدامها لفترة طويلة يسبب العمى.

### الاستخدامات الطبية
```
تم استخدام البلادونا في طب الأعشاب لقرون باعتبارها مسكن للآلام، مهديء للعضلات، ومضادة للالتهابات، علاج مشاكل الدورة الشهرية، مرض القرحة الهضمية، رد الفعل الناتج عن الهيستامين، ودوار الحركة.
[
35
]
[
48
]
 حيث أوضحت مجلة الطب الانتقائي للقرن التاسع عشر كيفية تحضير مستحضر البلادونا لتناولها مباشرة من قبل المرضى.
[
49
]
 الصبغات، مستخلصات الغلي، المساحيق، وكذلك خليط املاح القلويدات، لا تزال تنتج للاستخدامات الصيدلانية، وغالبا ما يتم توحيد هذه المكونات في جميع المستحضرات بنسبة 1037 جزء هيوسيامين إلى 194 جزء اتروبين إلى 65 جزء سكوبولامين. وتوضع القلويدات مع الفينوباربيتال و/ أو الكاولين والبكتين للاستخدام في مختلف اضطرابات الجهاز الهضمي الوظيفية. الصبغة، تستخدم لأغراض مماثلة، لا تزال في معظم دساتير الأدوية، تستخدم مع صبغة مشابهة من الداتورة سترامونيوم بعد أن كانت في دستور الأدوية الأمريكي على الأقل حتى أواخر 1930. مزيج من البلادونا والأفيون، في مسحوق، أو على شكل صبغة، أو على شكل قلويد، مفيد بشكل خاص عن طريق الفم أو تحميلة للإسهال وبعض أشكال الألم الداخلية. ويمكن إجراء ذلك من قبل صيدلاني، وقد تكون متوفرة كتركيبة ثابتة في بعض البلدان (مثل: B & O Supprettes) وهي تركيبة سائلة بطعم الموز من البيلادونا والافيون كانت متاحة حتى 31 ديسمبر 1992 في الولايات المتحدة (Donnagel PG الاسم التجاري الأكثر شيوعا).
```

يستخدم السكوبولامين كملح الهيدروبروميد لشكاوى الجهاز الهضمي ودوار الحركة، كما يستخدم لتحفيز الادوية المسكنة وادوية ازالة القلق من المسكنات الأفيونية. كان يستخدم سابقا في مسكن للألم يسمى «نوم الشفق» أثناء الولادة.
تستخدم كبريتات الاتروبين بمثابة موسعه للحدقة ومسببه لشلل العضلة الهدبية أثناء فحوصات العين. كما أنها تستخدم كترياق في حالات التسمم بالفوسفات العضوية والكاربامات، ويتم تحميلها في حاقن اتوماتيكي لاستخدامها في حال وقوع هجوم بغاز الأعصاب. المعالجة بالاتروبين (تناول جرعة كافية لمنع الآثار الناتجة عن غاز الأعصاب) حيث يتم تناوله إلى اغلاق 100 من مستقبلات ال muscuranic acetylcholine.كبريتات الاتروبين هي المعيار لقياس قوة الأدوية المضادة للكولين.
يستخدم الهيوسيامين مثل الكبريتات أو الهيدروبروميد لمشاكل الجهاز الهضمي ومرض الباركنسون. بالإضافة إلى ان اثارها الجانبية متوسطة بالنسبة للأتروبين والسكوبولامين، ويمكن أن يستخدم أيضا لمكافحة الآثار السامة الناتجة من الفوسفات العضوية. إن الهيوسيامين هو القلويد الأساسي في ال Asthmador، وهوعلاج بدون وصفة للتخفيف من الربو القصبي، الي حين تم وقف استخدامه .
الأدلة العلمية التي توصي باستخدام البلادونا في شكلها الطبيعي لأي شرط غير كافية، على الرغم من أن بعض مكوناتها، ولا سيما الأتروبين التي تمت تنقيته من البلادونا في عام 1830، كانت مقبولة للاستخدام الطبي. Donnatal وهو أحد الأدوية الموصوفة طبيا التي وافقت عليها إدارة الغذاء والدواء في الولايات المتحدة الأمريكية، التي تجمع بين قلويدات البلادونا الطبيعة بنسبة محددة وثابتة مع الفينوباربيتال لتوفير تاثير مضادات الكولين الطرفية، مضادات التشنج وتخدير متوسط التاثير. وفقا للملصق فأنه من الممكن أن تكون فعالة لاستخدامها كعلاج مساعد في علاج متلازمة القولون العصبي (القولون العصبي، القولون التشنجي، التهاب القولون المخاطي) والتهاب الأمعاء الحاد.

#### الاستخدامات الطبية البديلة

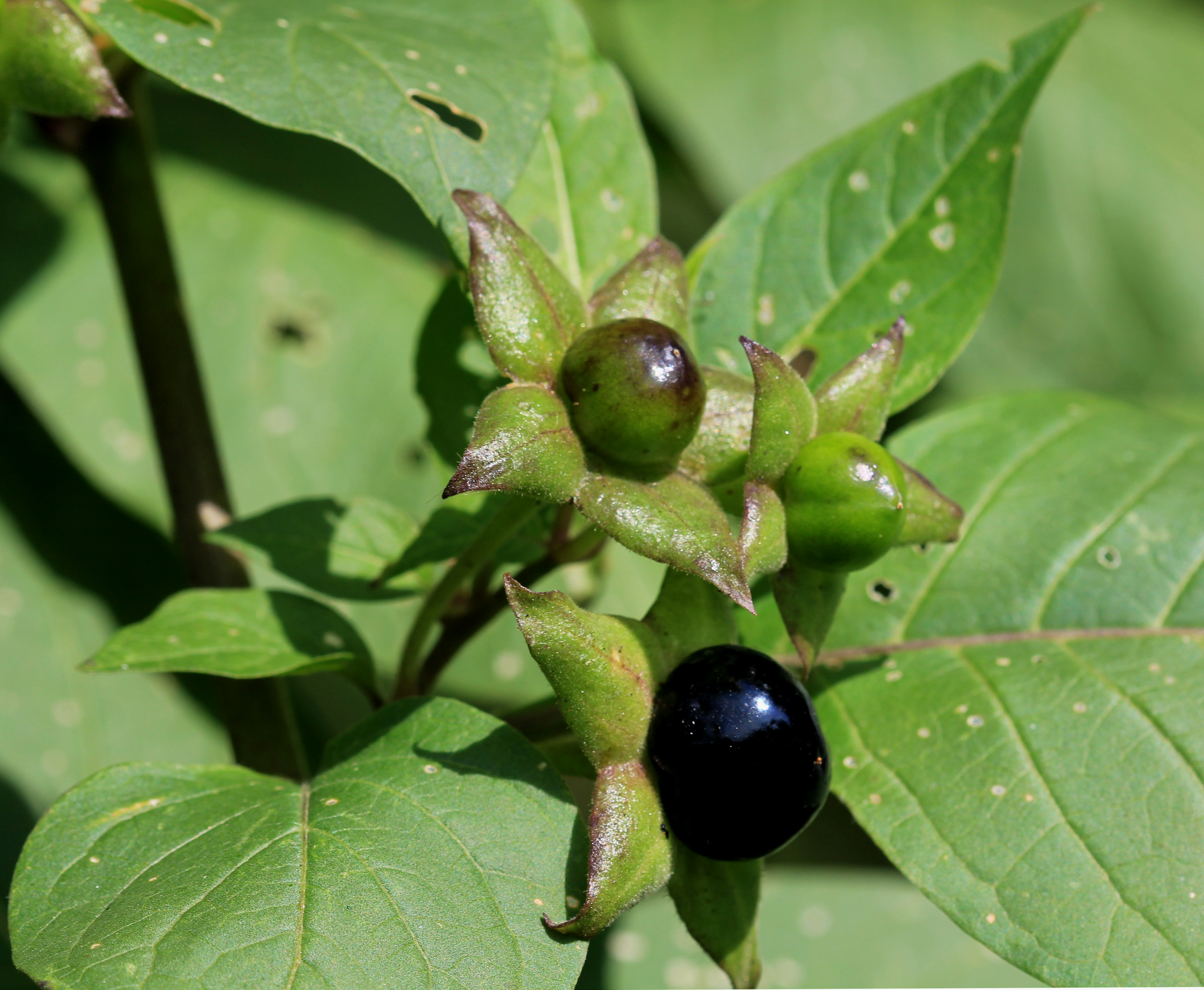
توت البيلادونا

وتستخدم مستحضرات البلادونا في المعالجة المثلية homeopathy. أيضا في الاستخدام السريري والتجارب البحثية يعتبر المستحضر الأكثر شيوعا حيث يتم تخفيفه إلى 30 مرة في المعالجة المثلية. حيث لا يحتوي هذا المستوى من التخفيف أيا من النبات الأصلي  على الرغم من ان المستحضرات التي تخفف مرات اقل والتي تحتوي احصائيا على كميات ضئيلة من النبتة يتم الإعلان عنها للبيع.

### المخدرات الترفيهية أو العقاقير المنشطة
نبتة البلادونا والنباتات ذات الصلة، مثل أعشاب جيمسون الضارة (داتورة سترامونيوم)، تستخدم كعقاقير منشطة بسبب الهلوسة القوية والهذيان التي تنتجها هذه النباتات. ومع ذلك، فان هذه الهلوسة غير سارة ويعتبر استخدام هذه النباتات لغايات ترفيهية في غاية الخطورة بسبب ارتفاع مخاطر تناول جرعة زائدة قاتلة عن غير قصد. وبالإضافة إلى ذلك، فإن الجهاز العصبي المركزي يتاثر بالأتروبين ويشمل ذلك تشوش الذاكرة، مما قد يؤدي إلى ارتباك شديد.

### السم
و قد استخدمت قلويدات الأتروبا بيلادونا كنوع من أنواع السموم حيث استخدمها البشر في وقت مبكر لصناعة السهام المسمومة من النبات. وفي روما القديمة، كان يستخدم السم من قبل أغريبينا الصغرى، زوجة الإمبراطور كلوديوس بناء على مشورة من لوكستا، وهي سيدة متخصصة في السموم، وليفيا، التي يشاع أنه استخدمته لقتل زوجها الإمبراطور أوغسطس.
أيضا استخدمه ماكبث من اسكتلندا، عندما كان لا يزال واحدا من مساعدي الملك دنكان الأول، حيث استخدمه خلال هدنة لتسميم القوات الغازية التابعة لهارولد هارفوت، ملك إنجلترا، لدرجة أن القوات الإنجليزية لم تكن قادرة على الوقوف على الأرض وكان عليهم الرجوع إلى سفنهم.

### الفولكلور أو الاستخدامات الشعبية

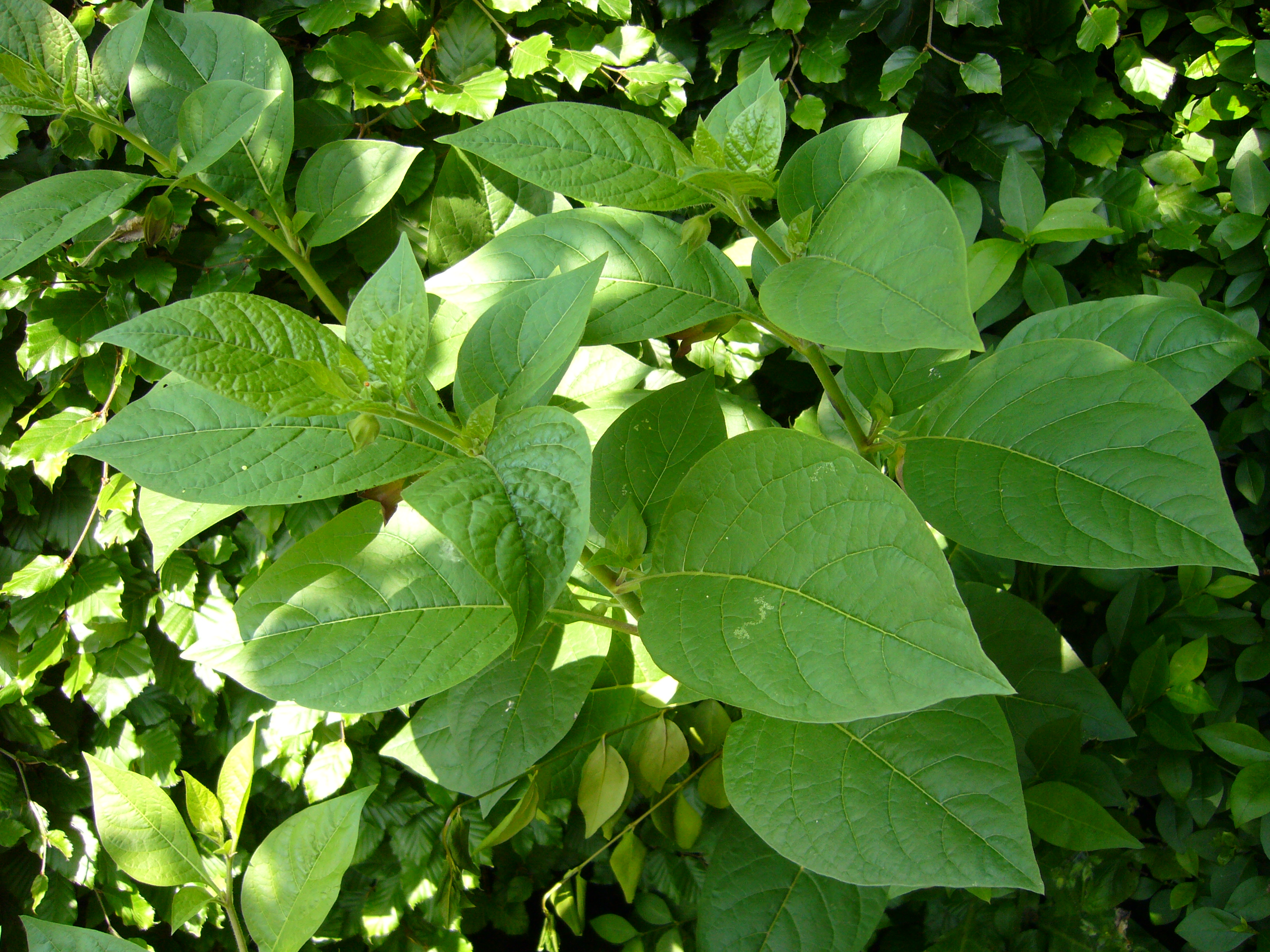
أوراق البيلادونا

المواد الرئيسية: في الماضي، كان يعتقد السحرة ان استخدام مزيج من البيلادونا وخشخاش الأفيون وغيرها من النباتات، سامة (مثل ال monkshood وسم الشوكران)، كمرهم للتحليق يساعدهم على التحليق والتوجه إلى التجمعات مع السحرة الأخرى. وقد جادل كارلو غينسبورغ وغيره من الجهات إلى ان هذه المراهم تهدف إلى تشجيع الحلم الهلوسة.و ان التفسير المحتمل لإدراج البلادونا وخشخاش الأفيون في مراهم التحليق يتعلق بالتاثير العكسي بين قلويدات التروبان في البلادونا (تحديدا السكوبولامين) وقلويدات الأفيون في خشخاش الأفيون، الخشخاش المنوم (تحديدا المورفين)، التي تنتج حالة من الاستيقاظ تشبه الحلم. عرف هذا التاثير العكسي في الطب الشعبي، التي نوقشت في المستحضرات الموجودة في الطب الانتقائي.والتي شرحت كيف استخدمت المراهم في الكتابة المعاصرة على السحر. ان التاثير العكسي بين المواد الأفيونية والتروبان هو الأساس الأصلي الذي يعمل عليه «نوم الشفق» الذي تم توفيره للملكة فيكتوريا للقضاء على الألم، فضلا عن الوعي أثناء الولادة، والذي تم تعديله في وقت لاحق، واستخدمت القلويدات المعزولة بدلا من المواد النباتية. حيث أن عشب البلادونا له تأثيرات غير متوقعة من السمية .

## معرض صور

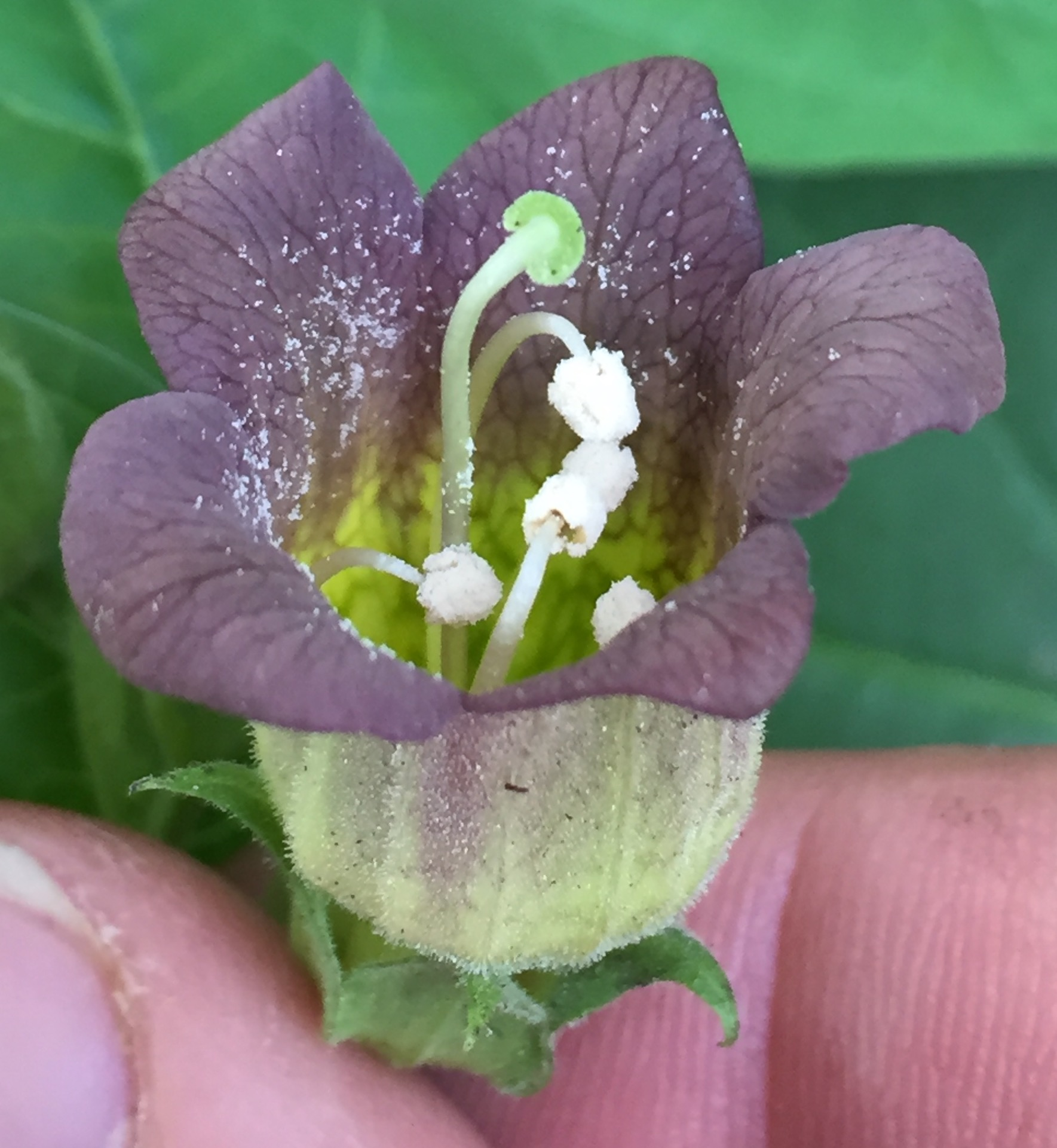
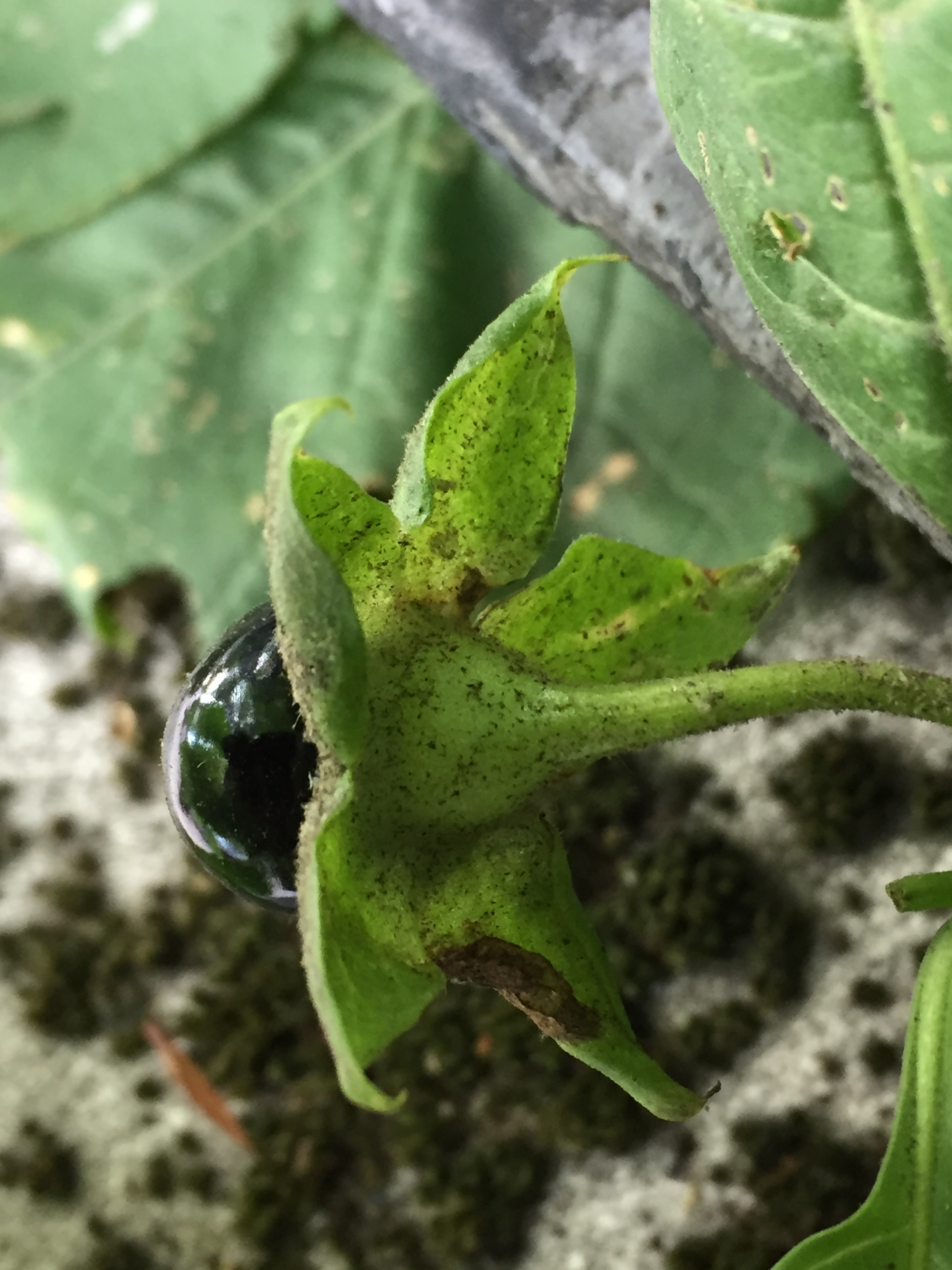
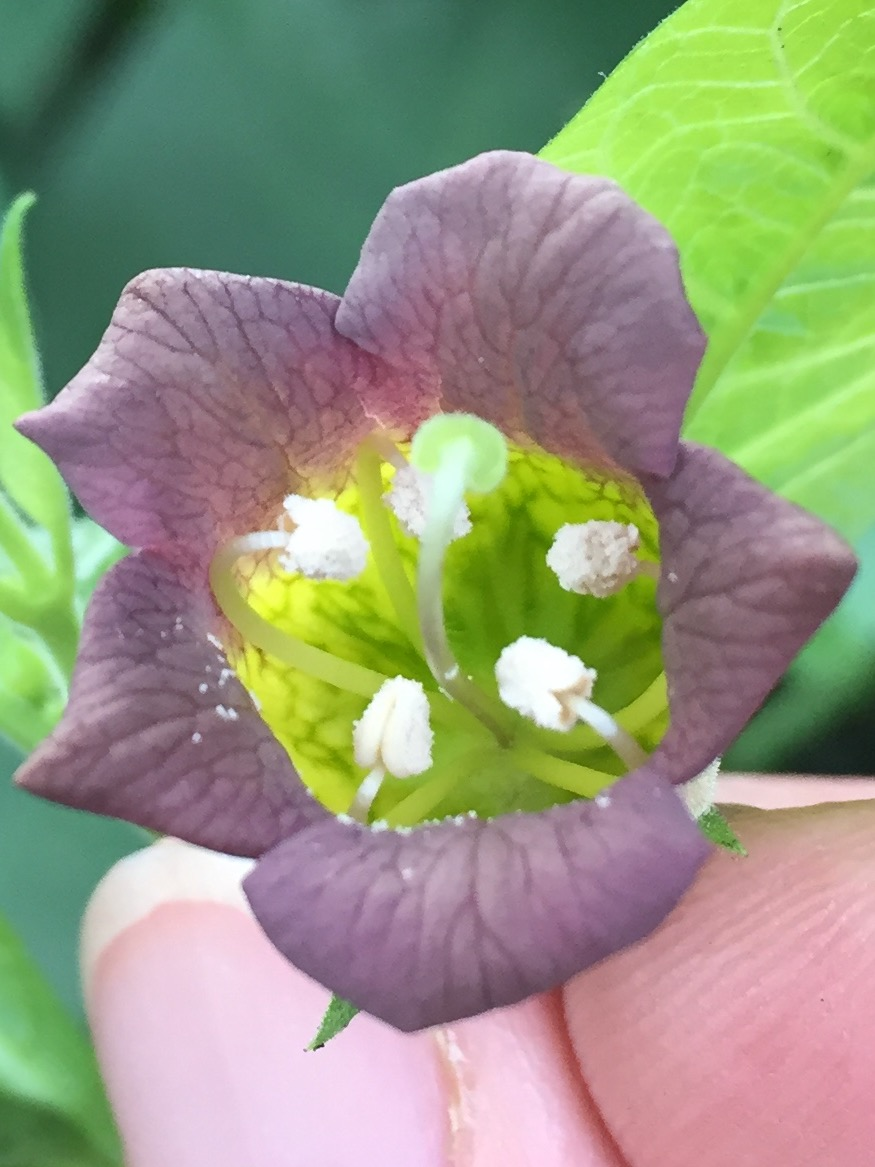
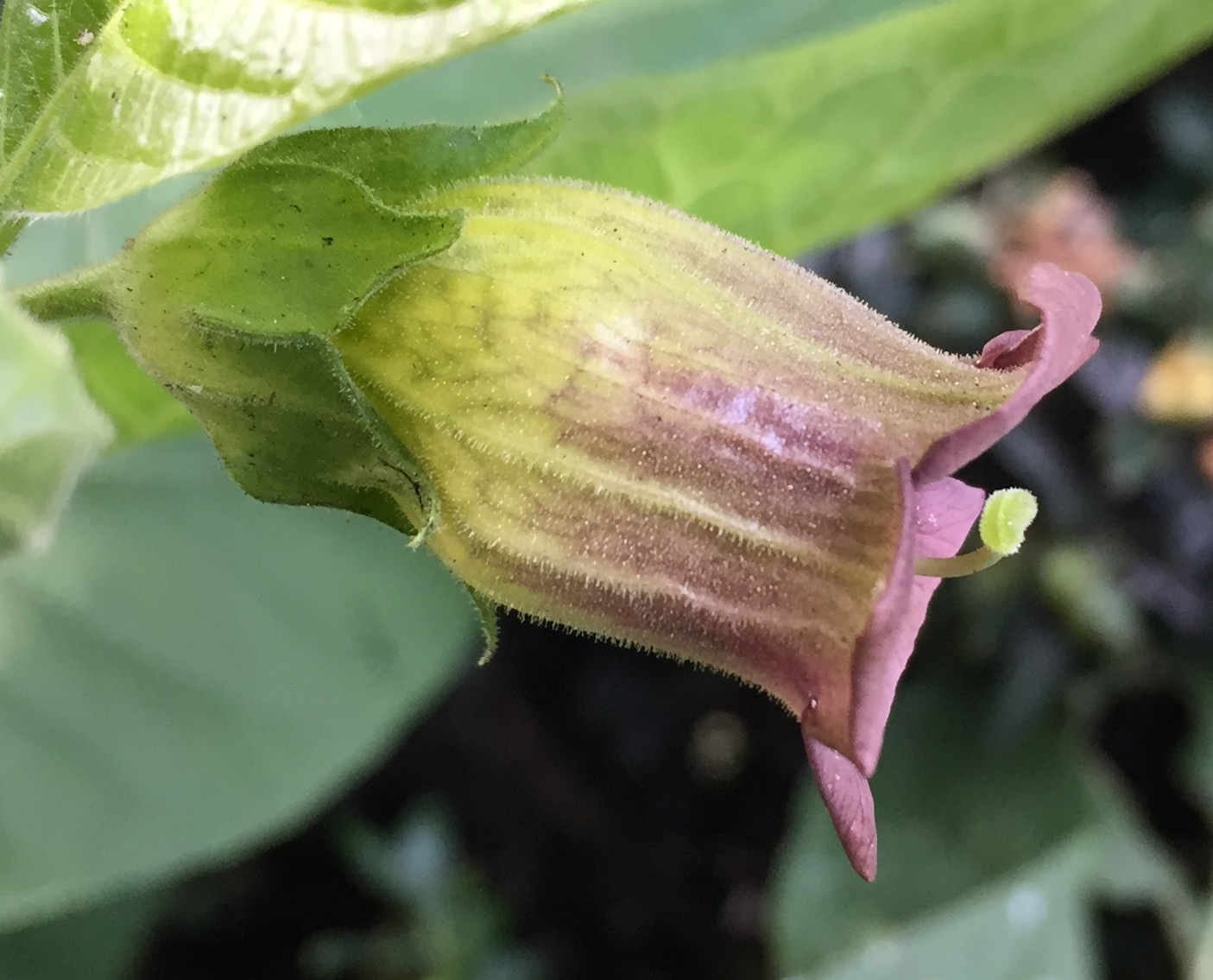